# Henrichsteich
Der Henrichsteich ist ein stehendes Gewässer im Süden des Geländes der stillgelegten Henrichshütte in Hattingen, heute ein Gewerbe- und Landschaftspark. Er liegt in einem Altarm der Ruhr.

## Entstehung
Der Altarm entstand durch die Verlegung der Ruhr im Jahr 1959 um ca. 500 Meter nach Nord-Westen. Für den Platzbedarf zum Bau einer Sinter- und Erzanlage für die Henrichshütte wurden dadurch 500.000 m² Gelände gewonnen. Die Arbeiten wurden ab dem Sommer innerhalb von vier Monaten ausgeführt. Durch die Maßnahmen wurde die Ruhr auf einer Länge von 1.600 Metern begradigt und der Lauf und 630 Meter verkürzt. Das Durchbaggern eines Dammes am 15. Oktober 1959 führte die Arbeiten zum Ende.
Der Altarm wurde in den 1960er stückweise zugeschüttet. Zur Endzeit des Betriebs der Henrichshütte war keine Gewässer mehr vorhanden. In den 1990er wurde der Altarm wieder frei- oder angelegt.

## Gegenwart
Im Frühsommer 2009 wurden schwimmende Inseln als Brutmöglichkeiten für Wasservögel installiert. 2010 wurde moniert, dass der See unter Sauerstoffmangel leidet. 2015 musste das örtliche THW Wasser nachpumpen.

## Weblink
- Westfalen im Film · LWL: Die Ruhr gibt Raum 1959 | FILMSCHÄTZE. 14. Mai 2024, abgerufen am 8. Februar 2025.